# Revolut
Revolut Ltd – bank z siedzibą na Litwie, pod adresem Konstitucijos ave. 21B w Wilnie. Świadczy usługi w zakresie kredytów, płatności, rachunków bieżących oraz rachunków depozytów płatnych na żądanie.
Usługi dystrybucji produktów ubezpieczeniowych świadczy Revolut Insurance Europe UAB. Spółka posiada zezwolenie Banku Litwy na prowadzenie działalności pośrednictwa ubezpieczeniowego.
Spółka Revolut Ltd (nr 08804411) ma upoważnienie Financial Conduct Authority (FCA) na mocy brytyjskiej ustawy o elektronicznych instrumentach płatniczych z 1980 roku (nr referencyjny 900562). Adres siedziby: 7 Westferry Circus, Canary Wharf, Londyn, Anglia, E14 4HD Litwa. Świadczy usługi bankowe, w tym karty prepaid (MasterCard i VISA), wymianę walut, usługi związane z kryptowalutami oraz płatności peer-to-peer.

## Historia i osiągnięcia
Startup pod nazwą Revolut założyli Rosjanin Nikołaj Storonski (ros. Николай Сторонский) oraz Ukrainiec Wład Jacenko (ukr. Влад Яценко) w 2015 roku. 13 grudnia 2018 roku Revolut uzyskał europejską licencję bankową, dającą zezwolenie na działalność na terenie Unii Europejskiej. Tę licencję startup otrzymał od Banku Litwy, gdzie ma 150 tys. klientów. Dzięki licencji fintech został pełnoprawnym bankiem z gwarancjami środków (do kwoty 100 000 EUR w ramach europejskiego systemu gwarancji depozytów) oraz możliwością oferowania pożyczek konsumenckich i dla biznesu.
Revolut oferuje aplikację mobilną, która wiosną 2017 roku zaczęła obsługiwać transakcje w złotych. Za pomocą aplikacji na smartfon można założyć konto bankowe powiązane z kartą płatniczą. Przy użyciu aplikacji można uzyskać dostęp do bezpłatnych przelewów krajowych i międzynarodowych oraz opcji płacenia za granicą bez prowizji i dodatkowych opłat. Startup odniósł spory sukces i w pierwszej połowie 2018 roku korzystało z aplikacji 1,7 mln użytkowników, których liczba w marcu 2019 zwiększyła się do 4 mln. W 2018 roku spółkę wyceniano na 1,7 mld dolarów. Na koniec 2022 roku firma pochwaliła się przekroczeniem pułapu 25 mln klientów detalicznych na świecie.
Polska została pierwszym krajem na świecie, w którym Revolut uruchomił lokalne karty, numery kont i dział pomocy. Polska jest drugim najszybciej rosnącym dla tego fintechu rynkiem w Europie i trzecim pod względem liczby użytkowników. Według Karola Sadaja, firma na początku 2018 roku miała na polskim rynku 30 tysięcy klientów. Na koniec grudnia 2018 Revolut zwiększył liczbę użytkowników w Polsce do 300 tysięcy osób.
Revolut na przełomie listopada i grudnia 2024 roku zintegrował swoją usługę bankową z Blikiem.

## Kontrowersje
Storonski porównuje etos pracy w swoim startupie z podejściem Amazonu do biznesu, ale sposób zarządzania ludźmi w Revolucie jest poddawany międzynarodowej krytyce i według doniesień prasy bardziej przypomina feudalny folwark niż przedsiębiorstwo XXI wieku. Firma słynie z braku kultury pracy i dużej rotacji pracowników. 1 marca 2019 roku dyrektor finansowy Revoluta Peter O’Higgins złożył rezygnację w związku z niedziałającym zabezpieczeniem przed podejrzanymi przelewami. Dziennikarze brytyjskiej gazety „The Daily Telegraph” ujawnili, że finansowy startup przez kilka miesięcy miał wyłączoną blokadę, która miała automatycznie filtrować podejrzane transakcje. To spowodowało problemy firmy z urzędem nadzoru finansowego Financial Conduct Authority.
Podejrzenie budzą również źródła inwestowania przedsiębiorstwa. W ciągu swojego istnienia Revolut pozyskał $336 mln finansowania. Większość tych pieniędzy ($250 mln) wyłożył fundusz DST Global, kontrolowany przez przedsiębiorcę rosyjskiego Jurija Milnera, który w styczniu 2018 roku znalazł się na opublikowanej przez Departament Stanu liście oligarchów zbliżonych do Kremla. Z kolei jednym z inwestorów funduszu DST był holding Gazprom Invest, który jest kierowaną przez Aliszera Usmanowa jednostką zależną Gazpromu, gdzie obowiązki zastępcy dyrektora generalnego ds. nauki pełni Nikołaj Mironowicz Storonski (ros. Николай Миронович Сторонский), ojciec współzałożyciela firmy Revolut.